# 国博士
国博士（くにはかせ／くにのはかせ／くにはくし）は、
1. 大化の改新の際に僧旻・高向玄理が任じられた臨時職と思われる官名。官制整備の中枢となった。
2. 律令制下に設けられた国学の教官。国ごとに1名ずつ任命され、教授課試・外国使節の応援などにあたった。

## 概要

### 大化の改新期の国博士
『日本書紀』によると、皇極天皇4年6月（645年）、蘇我本宗家の滅亡後、孝徳天皇践祚・中大兄皇子任皇太子の日に沙門（のりのし）旻法師と高向史玄理が任命された官職で、左右大臣・内臣とともに設置されている。2名は遣唐使として入唐し、大陸で学んでいる。唐から輸入した新制度・政策を立案し、推進する目的で設置され、政治顧問として国政全般の諮問に応える職であったと推定される。
臨時的な職とみられ、大化5年2月（649年）には、
とあり、これを最後に，この官名は史書には現れなくなっている。

### 律令制下の国博士
律令制で諸国に1名ずつ置かれ、教師として、国司の監督の下で国学の学生（がくしょう）の教育・指導や課試を担当した。外国使臣の応接にもあたり、四度使として、任国の行政にも参画したという。
選叙令によると、式部省の判定による現地採用を原則とし、場合によっては傍の国（隣国）からの採用もやむを得ないとしたが、『続日本紀』によると、大宝3年（703年）には、従来（温故知新）の例からして国博士の任に適する人材はまれであり、傍の国にも該当者が存在しない場合は、省に申告し、（太政官の）処分を経た上で中央から任命することになった。これにより、国博士の現地採用は有名無実化し、中央の大学寮の学生などから任命することが一般化した。
具体的に述べると、和銅元年4月（708年）の制では、「朝」（中央）より補せられた者の「考選」は史生と同じにすると、「土人（くにひと）・傍国（ちかくのくに）」の採用と区別されていたが、神亀5年8月（728年）の太政官奏上には、すべて「八考（8年間）を以て成選（じょうせん）す」となり、博士1人で三四ヶ国を兼任することが可能になった。宝亀10年閏5月（779年）の太政官奏上では学生の食糧持参のことも考えて、再度国ごとに1名とされ、「六考（6年間）成選」に変更されている。また、霊亀2年5月（716年）の制には、大学寮の学生で、修養不足なものについては、国博士に任命してはならぬ、としている。
待遇は諸国の史生に準じ、当国から選ばれる場合は徭役が，隣国から派遣される場合は課役のすべてが免除され、職分田6段・事力 ・公廨稲が支給されていた。